# The Werewolf Cult Chronicles
The Werewolf Cult Chronicles är en kortfilmsserie som påbörjades 2000.
Den första tilltänkta filmen No Such Thing as Werewolves har fortfarande inte filmats. Östergötlands läns landstings filmfond (Film i Öst) refuserade en ansökan om finansiering av denna film.
År 2001 gjordes istället filmen Chimera som blev del ett i denna serie. Den regisserades av Mike A. Martinez och släpptes fri enligt Creative Commons 2003.
Den tredje filmen i serien, Vietnam 1969 filmades i Karlstad under tre år, och gjordes med hjälp av ekonomiskt stöd från Film i Värmland. Den filmen regisserades av Ola Paulakoski.
The Werewolf Cult Chronicles skapades av Jesper Pingo Lindström. Samtliga delar, utom The Werewolf Cult Chronicles:The Bunker har skrivits av Lindström.
Flera filmer i serien har filmats.
En tecknad serie har varit under utveckling. Manus till två delar finns, varav den första utspelar sig under 1980-talet i Nigeria och den andra är en direkt fortsättning på kortfilmen Chimera.
Delar:
- Chimera (filmad, Alaska, USA, 2001)
- No such thing as werewolves (ej filmad)
- Vietnam 1969 (filmad, Karlstad, Sverige, 2004-2005)
- Wolf of the Gulf (filmad, Falun, Sverige, 2004 - aldrig släppt)
- Monsters of the purple twilight (filmad, Sverige, 2005)
- The new werewolf (ej filmad)
- The bunker (filmad, Karlstad, Sverige, 2005 - aldrig släppt)
- Gitts' dream (filmad, Karlstad, Sverige - endast trailer färdigställd)
- Last conflict (ej filmad)
- The holy land (ej filmad)